# Мехралиев, Мурсал Мехрали оглы
Мурсал Мехрали оглы Мехралиев (азерб. Mürsəl Mehralı oğlu Mehrəliyev; 1900, Джеватский уезд — 1997, Бейлаганский район) — советский азербайджанский животновод, Герой Социалистического Труда (1948).

## Биография
Родился в 1900 году в селе Таталыллар Джеватского уезда Бакинской губернии (ныне — Бейлаганский район Азербайджана).
С 1932 года работал чабаном, затем старшим чабаном, позднее — председателем колхоза «Новая жизнь» (бывший имени Кагановича) Ждановского района. В 1947 году получил от 400 грубошерстных овцематок 521 ягнёнка со средним весом при отбивке 42 кг.
Указом Президиума Верховного Совета СССР от 17 августа 1948 года за получение в 1947 году высокой продуктивности животноводства Мехралиеву Мурсалу Мехрали оглы присвоено звание Героя Социалистического Труда с вручением ордена Ленина и золотой медали «Серп и Молот».
С 1970 года — пенсионер союзного значения.
Умер в 1997 году в родном селе Таталыллар.